# NGC 3685
NGC 3685 est une galaxie lenticulaire relativement éloignée et située dans la constellation du Lion. NGC 3685 a été découverte par l'astronome américain David Peck Todd en 1877.

## Caractéristiques
Sa vitesse par rapport au fond diffus cosmologique est de 8 960 ± 26 km/s, ce qui correspond à une distance de Hubble de 132,2 ± 9,3 Mpc (∼431 millions d'al).
À ce jour, une mesure non basée sur le décalage vers le rouge (redshift) donne une distance d'environ 150,000 Mpc (∼489 millions d'al). Cette valeur est à l'extérieur mais compatible avec les valeurs de la distance de Hubble. Notons cependant que c'est avec la valeur moyenne des mesures indépendantes, lorsqu'elles existent, que la base de données NASA/IPAC calcule le diamètre d'une galaxie et qu'en conséquence le diamètre de NGC 3685 pourrait être d'environ 32,1 kpc (∼105 000 al) si on utilisait la distance de Hubble pour le calculer.